# Domont
Domont là một xã ở tỉnh Val-d'Oise, thuộc vùng Île-de-France ở miền bắc nước Pháp. It kết nghĩa với the Leicestershire town of Shepshed.